# Lijst van voetbalinterlands Noord-Ierland - Tsjecho-Slowakije
Deze lijst van voetbalinterlands is een overzicht van alle officiële voetbalwedstrijden tussen de nationale teams van Noord-Ierland en Tsjecho-Slowakije. De landen speelden twee keer tegen elkaar. De eerste ontmoeting, een groepswedstrijd tijdens het Wereldkampioenschap voetbal 1958, werd gespeeld in Halmstad (Zweden) op 8 juni 1958. Het laatste duel, een beslissingswedstrijd tijdens hetzelfde Wereldkampioenschap, vond plaats op 17 juni 1958 in Malmö (Zweden).

## Wedstrijden
| № | Plaats   | Datum        | Competitie | Wedstrijd                         | Uitslag |
| - | -------- | ------------ | ---------- | --------------------------------- | ------- |
| 1 | Halmstad | 8 juni 1958  | WK 1958    | Tsjecho-Slowakije – Noord-Ierland | 0 – 1   |
| 2 | Malmö    | 17 juni 1958 | WK 1958    | Tsjecho-Slowakije – Noord-Ierland | 1 – 2   |

## Samenvatting
| Competitie   | Totaal gespeeld | Winst Noord-Ierland | Gelijk | Winst Tsjecho-Slowakije | Doelsaldo Noord-Ierland – Tsjecho-Slowakije |
| ------------ | --------------- | ------------------- | ------ | ----------------------- | ------------------------------------------- |
| WK-eindronde | 2               | 2                   | 0      | 0                       | 3 − 1                                       |
| Totaal       | 2               | 2                   | 0      | 0                       | 3 − 1                                       |